# Umberto Buratti
Umberto Buratti (Forte dei Marmi, 29 marzo 1960) è un politico italiano.

## Biografia
Nato e residente a Forte dei Marmi, in provincia di Lucca, svolge la professione di commercialista dal 1989, iscritto all'Ordine dei Dottori Commercialisti e degli Esperti Contabili di Lucca.

### Attività politica
Entra in politica sin da giovane, iscrivendosi alla fine degli anni '70 al Partito Socialista Italiano (PSI), in cui nel 1986 viene eletto segretario della sezione di Forte dei Marmi. Nel 1988 viene eletto nella direzione provinciale del PSI, con l'incarico di responsabile sanità.
Nel 1990 viene eletto consigliere comunale a Forte dei Marmi, dove ricopre il ruolo di capogruppo del PSI nel consiglio comunale, venendo rieletto anche nel 1997 e nel 2002.
Col il tramonto del PSI nel 1994, aderisce alla Federazione Laburista di Valdo Spini, per poi confluire nel 1998 nei Democratici di Sinistra e infine nel 2007 al Partito Democratico.
Alle elezioni comunali in Toscana del 2007 viene eletto sindaco del comune di Forte dei Marmi a capo di una lista civica di centro-sinistra "Amo il Forte". Alle elezioni comunali in Toscana del 2012 viene rieletto sindaco di Forte dei Marmi con la lista civica "Buratti Sindaco". Nel corso della sua amministrazione è membro dell'ANCI Toscana, ricoprendo il ruolo di coordinatore del tavolo di lavoro sul demanio marittimo.
Dal 2009 è componente nel Consiglio delle Autonomie locali della Regione Toscana (CAL).

#### Elezione a deputato
Alle elezioni politiche del 2018 viene candidato alla Camera dei Deputati, nelle liste del Partito Democratico nella circoscrizione Toscana, risultando tuttavia il primo dei non eletti. Il 25 settembre 2018 diventa deputato alla Camera, subentrando a David Ermini, eletto membro laico del Consiglio superiore della magistratura. Nel corso della XVIII legislatura è stato componente dell'8ª Commissione Ambiente, territorio e lavori pubblici, della Commissione parlamentare d'inchiesta sul sistema bancario e finanziario, della Commissione parlamentare per la semplificazione e della 6ª Commissione Finanze, quest'ultima come sostituto di Alessia Morani durante il secondo governo Conte e Anna Ascani durante il governo Draghi.
Alle elezioni primarie del PD del 2019 sostiene la mozione del segretario uscente Maurizio Martina, ex ministro delle politiche agricole nei governi Renzi e Gentiloni e rappresentante l'area "filo-renziana" del partito, che risulterà perdente arrivando secondo con il 22% dei voti dietro a Nicola Zingaretti (66%).
Alle elezioni comunali in Toscana del 2022 si candida nuovamente a sindaco di Forte dei Marmi, ma viene sconfitto dal sindaco uscente Bruno Murzi.